# 나카마이즈루정
나카마이즈루정(일본어: 中舞鶴町)은 일본 교토부 가사군에 설치되었던 정이다. 현재의 마이즈루시 동부에 해당한다.

## 역사
- 1902년 6월 1일 - 아마우치촌의 일부(오아자 아마루베카미, 아마루베시모, 와다, 나가하마)가 분리되어 아마루베정(余部町)이 발족.
- 1919년 11월 1일 - 아마루베정이 개창히여 나카마이즈루정 (中舞鶴町)이 됨.
- 1938년 8월 1일 - 신마이즈루정·구라하시촌·요호로촌·시라쿠촌과 합병하여 히가시마이즈루시가 발족.

## 교통

### 철도
- 철도성
  - 마이즈루선 (나카마이즈루선, 1972년 폐선)
  - 미야즈선 (현 교토 탄고철도 미야마이선)

### 도로
- 단고 가도 (현 국도 제27호선)

### 항로
- 마이즈루항

## 참고문헌
- 가도카와 일본 지명 대사전 26 京都府